# Saljut 7
La Saljut 7 (in russo Салют-7?, tradotto "Salve 7") è stata la settima ed ultima stazione spaziale del programma Saljut dell'Unione Sovietica. È stata in servizio dall'aprile 1982 al febbraio 1991. È stata visitata in totale da 12 missioni con equipaggio e 15 missioni automatiche, tra cui Sojuz T, Progress e TKS.
La Saljut 7 è stato un passaggio fondamentale tra le stazioni spaziali "monoblocco" e l'approccio modulare. In particolare, è stata un banco di prova per le operazioni di docking e di rifornimento che sarebbero state fondamentali per la successiva Mir.

## Descrizione

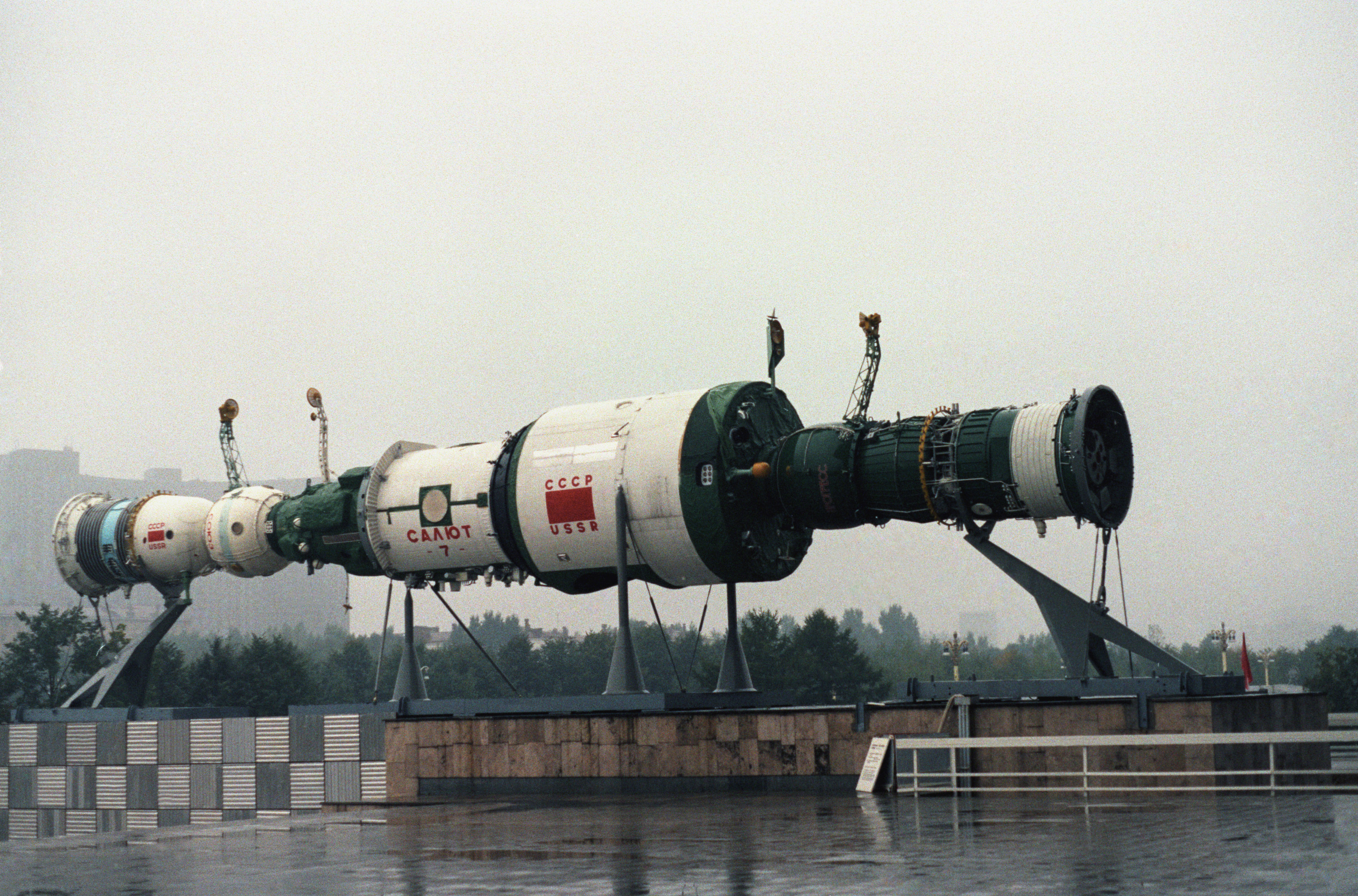
Modello della Salyut 7

La Saljut 7 era il modulo di back-up della Saljut 6; aveva capacità ed equipaggiamenti molto simili. Con i ritardi che la futura stazione Mir stava accumulando, si decise di lanciare ugualmente il veicolo di riserva sotto il nome di Saljut 7. In orbita la stazione ha subito guasti tecnici sebbene abbia beneficiato del miglioramento della capacità di carico utile delle navette Progress e Sojuz in visita, e dell'esperienza dei suoi equipaggi che hanno improvvisato molte soluzioni (come una rottura della linea del carburante nel settembre 1983 che richiese un EVA dalla Sojuz T-10 per riparare il guasto).
Fu in volo per otto anni e dieci mesi (un record non infranto fino a Mir), durante il quale fu visitato da 10 equipaggi in sei spedizioni principali e quattro voli secondari (compresi i cosmonauti francesi e indiani). La stazione ha anche visto due voli di Svetlana Evgen'evna Savickaja, che la rendono la seconda donna nello spazio dal 1963 e la prima a eseguire un EVA durante il quale ha condotto il taglio e la saldatura dei metalli insieme al suo collega Vladimir Džanibekov.
Oltre ai numerosi esperimenti e osservazioni, sulla stazione furono testati l'attracco e l'uso di moduli di grandi dimensioni con una stazione spaziale in orbita. I moduli erano chiamati "moduli Kosmos pesanti" sebbene in realtà fossero varianti del veicolo spaziale TKS destinato alla stazione spaziale militare di Almaz (cancellata). Tali esperimenti hanno aiutato gli ingegneri a sviluppare la tecnologia necessaria per costruire Mir.
Saljut 7 era dotata di tre pannelli fotovoltaici, con la possibilità di aggiungerne altri due. Anche gli interni furono migliorati, in particolare i comandi di controllo. Vennero aggiunti due finestrini per permettere ai raggi ultravioletti di entrare e aumentare il comfort dei cosmonauti. Vennero migliorati gli apparati medici, biologici e per l'esercizio fisico, in modo da permettere permanenze più lunghe agli equipaggi. Il telescopio BST-1M usato nella Saljut 6 venne sostituito da un sistema per il controllo dei raggi X.

## Attrezzatura
La stazione aveva due porte di attracco, una per ciascuna delle estremità della stazione, per consentire l'attracco con l'imbarcazione di rifornimento senza pilota Progress. Era inoltre dotata di una porta di aggancio anteriore più ampia per consentire un aggancio più sicuro con un modulo Heavy Kosmos. Portava tre pannelli solari, due in posizione laterale e uno in posizione longitudinale dorsale, ma ora avevano la possibilità di montare pannelli secondari sui loro lati. Internamente, la Saljut 7 trasportava stufe elettriche, un frigorifero, acqua calda costante e sedili riprogettati nella consolle di comando (più simili ai sedili per biciclette). Vi erano due oblò per consentire l'ingresso della luce ultravioletta, per aiutare a uccidere le infezioni. Le sezioni mediche, biologiche ed esercizio fisico sono state migliorate, per consentire lunghi soggiorni nella stazione. Il telescopio BST-1M utilizzato in Saljut 6 è stato sostituito da un sistema di rilevamento a raggi X.

## Equipaggi residenti
Saljut 7 aveva sei membri d'equipaggio residenti.
- Il primo equipaggio, Anatolij Berezovoj e Valentin Lebedev, arrivò il 13 maggio 1982 su Sojuz T-5 e rimase per 211 giorni fino al 10 dicembre 1982.
- Il 27 giugno 1983, l'equipaggio di Vladimir Ljachov e Aleksandr Aleksandrov arrivò su Sojuz T-9 e rimase per 150 giorni, fino al 23 novembre 1983.
- L'8 febbraio 1984, Leonid Kizim, Vladimir Solovëv e Oleg At'kov iniziarono un soggiorno di 237 giorni, il più lungo su Saljut 7, che si concluse il 2 ottobre 1984.
- Vladimir Džanibekov e Viktor Savinych (Sojuz T-13) sono arrivati alla stazione spaziale il 6 giugno 1985 per riparare i suoi malfunzionamenti.
- Il 17 settembre 1985, Sojuz T-14 attraccò con la stazione che trasportava Vladimir Vasjutin, Aleksandr Volkov e Georgij Grečko. Otto giorni dopo Džanibekov e Grečko lasciarono la stazione e tornarono sulla Terra dopo 103 giorni, mentre Savinyich, Vasjutin e Volkov rimasero su Saljut 7 e tornarono sulla Terra il 21 novembre 1985 dopo 65 giorni.
- Il 6 maggio 1986, la Sojuz T-15 che trasportava Leonid Kizim e Vladimir Solovëv attraccò con la stazione spaziale e si sganciò, dopo un soggiorno di 50 giorni, il 25 giugno 1986. Il Sojuz era arrivato dalla stazione spaziale Mir ed era tornato su Mir il 26 giugno 1986 in un volo della durata di 29 ore.

C'erano anche quattro missioni in visita, equipaggi che venivano per portare rifornimenti e fare visite di durata più breve con gli equipaggi residenti.

## Problemi tecnici e di equipaggio
La stazione ha sofferto di due problemi principali, il primo dei quali ha richiesto l'esecuzione di estesi lavori di riparazione su una serie di EVA.

### Perdita di carburante
Il 9 settembre 1983, durante la permanenza di Vladimir Ljachov e Aleksandr Aleksandrov, mentre riorientava la stazione per eseguire un esperimento di trasmissione di onde radio, Lyakhov notò che la pressione di un serbatoio di carburante era quasi a zero. Successivamente, Aleksandrov vide una perdita di carburante guardando attraverso l'oblò di poppa. Il controllo a terra decise di provare a riparare i tubi danneggiati, in quella che doveva essere la riparazione più complessa tentata durante l'EVA in quel momento. Si decise che questo tentativo sarebbe stato effettuato dall'equipaggio successivo, visto che quello attuale mancava dell'addestramento e degli strumenti necessari. Il danno fu infine riparato da Leonid Kizim e Vladimir Solovëv, che dopo quattro EVA riuscirono a riparare due perdite, ma non disponevano di uno strumento speciale per riparare il terzo. Lo strumento fu consegnato successivamente dalla Sojuz T-12 e la perdita fu quindi riparata.

### Perdita di potenza
L'11 febbraio 1985, i contatti con la Saljut 7 furono persi. La stazione cominciò a spostarsi e tutti i sistemi si spensero. In quel momento la stazione era disabitata, dopo la partenza di Leonid Kizim, Vladimir Solovëv e Oleg At'kov, e prima dell'arrivo dell'equipaggio successivo. Si decise nuovamente di tentare la riparazione della stazione, che fu eseguita da Vladimir Džanibekov e Viktor Savinych nella missione Sojuz T-13, nel giugno 1985, in quella che, nelle parole dell'autore David SF Portree, fu "una delle imprese più impressionanti di riparazioni nello spazio nella storia". Questa operazione costituisce la base del film russo del 2017 Salyut 7 - La storia di un'impresa.
Tutte le stazioni spaziali sovietiche e russe erano dotate di sistemi automatici di rendez-vous e di attracco, dalla prima stazione spaziale Saljut 1 che utilizzava il sistema Igla, al segmento orbitale russo della Stazione spaziale internazionale, usando il sistema Kurs. All'arrivo, il 6 giugno 1985, l'equipaggio della Sojuz scoprì che la stazione non stava trasmettendo informazioni radar o di telemetria per il rendez-vous e, dopo l'arrivo e l'ispezione esterna della stazione, l'equipaggio fu costretto a stimare la distanza dalla stazione usando telemetri laser portatili.
Džanibekov pilotò la sua navetta per intercettare il boccaporto di prua della Saljut 7 e dovette adattare l'assetto della propria navetta a quello della stazione. Dopo un duro aggancio e la conferma che il sistema elettrico della stazione era in completa avaria, Džanibekov e Savinych dovettero esaminare il sistema di supporto vitale all'interno della stazione. Dopo aver indossato abiti invernali foderati di pelliccia, entrarono nella stazione per condurre le riparazioni. Alla fine scoprirono che il guasto era dipeso da un sensore elettrico che aveva il compito di determinare quando le batterie dovevano essere caricate.
Una volta sostituite le batterie, la stazione iniziò a caricarle e si riscaldò. Entro una settimana furono riportati in funzione sistemi sufficienti per consentire alle navi cargo senza pilota Progress di attraccare alla stazione.

## La fine della Salyut 7
La Saljut 7 fu abitata l'ultima volta nel 1986 dall'equipaggio della missione Sojuz T-15, che trasportava equipaggiamento dalla Saljut 7 alla nuova stazione spaziale Mir. Tra il 19 e il 22 agosto 1986, i motori su Kosmos 1686 portarono la Saljut 7 a un'altitudine orbitale media record di 475 km per prevenirne il rientro fino al 1994. Fu pianificato anche il recupero in una data futura da parte di una navetta Buran.
Tuttavia, l'attività solare inaspettatamente elevata alla fine degli anni '80 e all'inizio degli anni '90 aumentò la resistenza atmosferica sulla stazione e ne accelerò il decadimento orbitale. Alla fine subì un rientro incontrollato il 7 febbraio 1991 sulla città di Capitán Bermúdez, in Argentina, dopo aver superato il punto di ingresso previsto, che avrebbe scagliato i suoi detriti in porzioni disabitate dell'Oceano Pacifico meridionale.

## Spedizioni e veicoli spaziali in visita
Notazione:
- EO (in russo ЭО, Экспедиция Основная?) o PE significa spedizione principale
- EP (in russo ЭП, Экспедиция Посещения?) o VE significa spedizione in visita

### Spedizioni
| Spedizione         | equipaggio                                                              | Data di attracco               | Missione di ascesa | Data di distacco               | Missione di rientro | Durata (giorni) |
| ------------------ | ----------------------------------------------------------------------- | ------------------------------ | ------------------ | ------------------------------ | ------------------- | --------------- |
| Saljut 7 - EO-1    | Anatolij Berezovoj, Valentin Lebedev                                    | 13 maggio 1982 09:58:05 UTC    | Sojuz T-5          | 10 dicembre 1982 19:02:36 UTC  | Sojuz T-7           | 211,38          |
| Saljut 7 - EP-1    | Vladimir Džanibekov, Aleksandr Ivančenkov, Jean-Loup Chrétien - Francia | 24 giugno 1982 16:29:48 UTC    | Sojuz T-6          | 2 luglio 1982 14:20:40 UTC     | Sojuz T-6           | 7,91            |
| Saljut 7 - EP-2    | Leonid Popov, Aleksandr Serebrov, Svetlana Savickaja                    | 19 agosto 1982 17:11:52 UTC    | Sojuz T-7          | 27 agosto 1982 15:04:16 UTC    | Sojuz T-5           | 7,91            |
| Saljut 7 - EO-2    | Vladimir Ljachov, Aleksandr Pavlovič Aleksandrov                        | 27 giugno 1983 09:12:00 UTC    | Sojuz T-9          | 23 novembre 1983 19:58:00 UTC  | Sojuz T-9           | 149,45          |
| Saljut 7 - EO-3    | Leonid Kizim, Vladimir Solovëv, Oleg At'kov                             | 8 febbraio 1984 12:07:26 UTC   | Sojuz T-10         | 2 ottobre 1984 10:57:00 UTC    | Sojuz T-11          | 236,95          |
| Saljut 7 - EP-3    | Jurij Malyšev, Gennadij Strekalov, Rakesh Sharma - India                | 3 aprile 1984 13:08:00 UTC     | Sojuz T-11         | 11 aprile 1984 10:48:48 UTC    | Sojuz T-10          | 7,90            |
| Saljut 7 - EP-4    | Vladimir Džanibekov, Svetlana Savickaja, Igor' Volk                     | 17 luglio 1984 17:40:54 UTC    | Sojuz T-12         | 29 luglio 1984 12:55:30 UTC    | Sojuz T-12          | 11,80           |
| Saljut 7 - EO-4-1a | Viktor Savinych                                                         | 6 giugno 1985 06:39:52 UTC     | Sojuz T-13         | 21 novembre 1985 10:31:00 UTC  | Sojuz T-14          | 168,16          |
| Saljut 7 - EO-4-1b | Vladimir Džanibekov                                                     | 6 giugno 1985 06:39:52 UTC     | Sojuz T-13         | 26 settembre 1985 09:51:58 UTC | Sojuz T-13          | 112,13          |
| Saljut 7 - EP-5    | Georgij Grečko                                                          | 17 settembre 1985 12:38:52 UTC | Sojuz T-14         | 26 settembre 1985 09:51:58 UTC | Sojuz T-13          | 8,88            |
| Saljut 7 - EO-4-2  | Vladimir Vasjutin, Aleksandr Volkov                                     | 17 settembre 1985 12:38:52 UTC | Sojuz T-14         | 21 novembre 1985 10:31:00 UTC  | Sojuz T-14          | 64,91           |
| Saljut 7 - EO-5    | Leonid Kizim, Vladimir Solovëv                                          | 13 marzo 1986 12:33:09 UTC     | Sojuz T-15         | 16 luglio 1986 12:34:05 UTC    | Sojuz T-15          | 125,00 50 su S7 |

### Attività extraveicolari
| Navicella spaziale      | Spacewalker           | Avvio - UTC               | Fine - UTC                 | Durata      | Commenti                                   |
| ----------------------- | --------------------- | ------------------------- | -------------------------- | ----------- | ------------------------------------------ |
| Saljut 7 - PE-1 - EVA 1 | Lebedev, Berezevoj    | 30 luglio 1982 02:39      | 30 luglio 1982 05:12       | 2 h, 33 min | Recupero esperimenti                       |
| Saljut 7 - PE-2 - EVA 1 | Ljachov, Aleksandrov  | 1 novembre 1983 04:47     | 1 novembre 1983 07:36      | 2 h, 50 min | Aggiunte array solare                      |
| Saljut 7 - PE-2 - EVA 2 | Ljachov, Aleksandrov  | 3 novembre 1983 03:47     | 3 novembre 1983 alle 06:42 | 2 h, 55 min | Aggiunte array solare                      |
| Saljut 7 - PE-3 - EVA 1 | Kizim, Solovëv        | 23 aprile 1984 04:31      | 23 aprile 1984 08:46       | 4 h, 20 min | Riparazione ODU                            |
| Saljut 7 - PE-3 - EVA 2 | Kizim, Solovëv        | 26 aprile 1984 02:40      | 26 aprile 1984 07:40       | 4 h, 56 min | Riparazione ODU                            |
| Saljut 7 - PE-3 - EVA 3 | Kizim, Solovëv        | 29 aprile 1984 01:35      | 29 aprile 1984 04:20       | 2 h, 45 min | Riparazione ODU                            |
| Saljut 7 - PE-3 - EVA 4 | Kizim, Solovëv        | 3 maggio 1984 alle 23:15  | 4 maggio 1984 02:00        | 2 h, 45 min | Riparazione ODU                            |
| Saljut 7 - PE-3 - EVA 5 | Kizim, Solovëv        | 18 maggio 1984 alle 17:52 | 18 maggio 1984 20:57       | 3 h, 05 min | Aggiunta array solare                      |
| Saljut 7 - VE-4 - EVA 1 | Savickaja, Džanibekov | 25 luglio 1984 14:55      | 25 luglio 1984 18:29       | 3 h, 35 min | Prima donna EVA                            |
| Saljut 7 - PE-3 - EVA 6 | Kizim, Solovëv        | 8 agosto 1984 08:46       | 8 agosto 1984 13:46        | 5 h, 00 min | Riparazione ODU completa                   |
| Saljut 7 - PE-4 - EVA 1 | Džanibekov, Savinych  | 2 agosto 1985 07:15       | 2 agosto 1985 12:15        | 5 h, 00 min | Aumento matrici solari                     |
| Saljut 7 - PE-6 - EVA 1 | Kizim, Solovëv        | 28 maggio 1986 05:43      | 28 maggio 1986 09:33       | 3 h, 50 min | Testare la capriata, recuperare i campioni |
| Saljut 7 - PE-6 - EVA 2 | Kizim, Solovëv        | 31 maggio 1986 04:57      | 31 maggio 1986 09:57       | 5 h, 00 min | Capriata di prova                          |

## Specifiche
Specifiche del modulo base Saljut 7 del 1982, da Mir Hardware Heritage (1995, NASA RP1357):
- Lunghezza: circa 16 m
- Diametro massimo: 4,15 metri
- Volume abitabile: 90 m³
- Peso al lancio: 19824 kg
- Veicolo di lancio: vettore Proton (a tre stadi)
- Inclinazione orbitale: 51,6°
- Estensione dei pannelli solari: 17 m
- Area di pannelli solari: 51 m²
- Numero di array solari: 3
- Potenza elettrica disponibile: 4,5 kW
- Supporti di rifornimento: veicoli spaziali Sojuz-T, Progress, TKS
- Sistema di aggancio: Igla o approccio manuale
- Numero di porte di attracco: 2
- Totale missioni presidiate: 12
- Totale missioni senza pilota: 15
- Totale missioni di lunga durata: 6
- Numero di motori principali: 2
- Spinta del motore principale (ciascuno): 300 kg

## Veicoli spaziali ed equipaggi in visita
(Equipaggi lanciati. Date di lancio e sbarco dei veicoli spaziali elencate.)
- Sojuz T-5: 13 maggio–27 agosto 1982
  - Anatoli Berezovoj
  - Valentin Lebedev
- Sojuz T-6: 24 giugno–2 luglio 1982 – Volo Intercosmos
  - Vladimir Džanibekov
  - Aleksandr Ivančenkov
  - Jean-Loup Chrétien – Francia
- Sojuz T-7: 19 agosto–10 dicembre 1982
  - Leonid Popov
  - Aleksandr Serebrov
  - Svetlana Savickaja
- Sojuz T-8: 20–22 aprile 1983 – Attracco fallito
  - Vladimir Titov
  - Gennadij Strekalov
  - Aleksandr Serebrov
- Sojuz T-9: 27 giugno–23 novembre 1983
  - Vladimir Ljachov
  - Aleksandr Aleksandrov
- Sojuz T-10-1: 26 settembre 1983 – Lancio interrotto
  - Vladimir Titov
  - Gennadij Strekalov
- Sojuz T-10: 8 febbraio–11 aprile 1984
  - Leonid Kizim
  - Vladimir Solovëv
  - Oleg At'kov
- TKS 3: 4 marzo–14 agosto 1983 – Lanciato senza pilota come Kosmos 1443.
- Sojuz T-11: 3 aprile–2 ottobre 1984 – Volo Intercosmos
  - Jurij Malyšev
  - Gennadij Strek–lov
  - Rakesh Sharma – India
- Sojuz T-12: 17–29 luglio 1984
  - Vladimir Džanibekov
  - Svetlana Savickaja
  - Igor' Volk
- Sojuz T-13: 6 giugno–26 settembre 1985
  - Vladimir Džanibekov
  - Viktor Savinych
- Sojuz T-14: 17 settembre–21 novembre 1985
  - Vladimir Vasjutin
  - Georgij Grečko
  - Aleksandr Volkov
- TKS 4: settembre 1985–7 febbraio 1991 – Lanciato senza pilota come Kosmos 1686. Presentato un apparecchio fotografico ad alta risoluzione e esperimenti con sensori ottici (telescopio a infrarossi e spettrometro di Ozon).
- Sojuz T-15: 13 marzo–16 luglio 1986 – Ha anche visitato Mir
  - Leonid Kizim
  - Vladimir Solovëv

## Nella cultura di massa
La riparazione e la riattivazione della stazione da parte di Sojuz T-13 è l'argomento del film russo del 2017 Saljut-7.